# Хроненко Анатолій Петрович
Анато́лій Петро́вич Хроне́нко (2 червня 1968, Миколаїв, Українська РСР — 28 вересня 2014, Донецьк, Україна) — солдат Збройних сил України (79 ОАМБр, м. Миколаїв). Загинув при обороні Донецького аеропорту під час війни на сході України. Один із «кіборгів».

## З життєпису
Народився 1968 року в місті Миколаїв; закінчив миколаївську ЗОШ № 48. Створив родину, виховував дітей.
У часі війни мобілізований навесні 2014 року — солдат 79-ї окремої аеромобільної бригади.
28 вересня 2014 року загинув від прямого влучення в БТР під час виходу на бойові позиції для оборони Донецького аеропорту. Разом з Анатолієм загинули лейтенант Олексій Тищик, сержант Сергій Златьєв, старший солдат Денис Білий, солдат Олександр Пивоваров, солдат Юрій Соколачко, солдат Олександр Завірюха, капітан Сергій Колодій (93 ОМБр).
Без Анатолія лишились старенька матір, дружина та двоє дітей (1992 та 1998 р. народження).
Похований 7 січня 2015 на Миколаївщині.

## Нагороди і вшанування
- Указом Президента України № 144/2015 від 14 березня 2015 року «за особисту мужність і високий професіоналізм, виявлені у захисті державного суверенітету та територіальної цілісності України» нагороджений орденом «За мужність» III ступеня (посмертно).
- Нагрудний знак «За оборону Донецького аеропорту»
- Його портрет розміщений на меморіалі «Стіна пам'яті полеглих за Україну» в Києві: секція 4, ряд 9, місце 21
- 25 жовтня 2018 року в Миколаївській ЗОШ № 48 відкрили меморіальну дошку на честь Анатолія Хроненка